# Chad Wackerman
Chad Wackerman (* 25. března 1960 Long Beach, Kalifornie, USA) je americký bubeník, starší bratr bubeníka Brooksa Wackermana. V roce 1978 nastoupil do skupiny Billa Watrouse a v letech 1981–1988 byl bubeníkem ve skupině Franka Zappy. Spolupracoval i s dalšími hudebníky, mezi které patří Barbra Streisandová, Robby Krieger, Men at Work, Allan Holdsworth a vydal i několik sólových alb.

## Diskografie
- Forty Reasons (1991)
- The View (1993)
- Scream (2000)
- Legs Eleven (2004)
- Dreams Nightmares and Improvisations (2012)